# 巴特超胆侠
巴特超胆侠(Butte Daredevils)，是2006年美国大陆篮球协会扩充的一支新球队，位于蒙大拿州的巴特市，球队的主场是巴特市民中心体育馆。球队的名字取自巴特出生的美国传奇人物，著名的摩托车特技专家，超胆侠埃维尔·克尼维尔，借此表达对他的尊敬。